# Megaliobdella szidati
Megaliobdella szidati is een ringworm uit de familie van de Piscicolidae. De wetenschappelijke naam van de soort is voor het eerst geldig gepubliceerd in 1990 door Meyer & Burreson.